# テレクラ放火殺人事件
テレクラ放火殺人事件（テレクラほうかさつじんじけん）は、2000年（平成12年）3月2日早朝、神戸市中央区の新宿ソフト系列のテレホンクラブ「リンリンハウス」の元町店と神戸店で発生した放火殺人事件。4人が死亡し、4人が重軽傷を負った。

## 概要
3月2日午前5時頃、リンリンハウス神戸店内に自動車で乗り付けた男が侵入。一升瓶による火炎瓶を投げつけたが、幸いにも従業員が消し止め、負傷者1名に留まった。続いて10分後、男は近接する元町店に侵入、1.8リットルのガソリンが入った火炎瓶を建物2階の店舗で入り口ドア前のフロア部分から店内に投げ込んだが、瓶は割れず発火しなかった。気がついた従業員が火炎瓶を拾い上げ、フロアから階段下付近の様子を確認したところ、犯人が店外へ逃走するのを目にした。犯人は別の1.8リットルのガソリンが入った火炎瓶を投げ、従業員も手にしていた火炎瓶を投げ返した。火炎瓶が割れ階段の曲がり角の踊り場付近から発火。炎上し店舗内に燃え広がった。従業員は客のいた3階に上がり、火災の発生及び避難を呼びかけるため個室のドアを叩くなどした。しかし客1名は救出できたが、他の客は救出できずに店舗から脱出した。
店舗は全焼し4人が死亡、3人が重軽傷を負う被害を出した。死因は一酸化炭素中毒であった。従業員らは消火器の使用方法を知らず、警報機を作動させることもなかった。店長は火災発生後も警察や消防に連絡することもなく、屋上への階段を利用して避難する経路を知らず客を避難させなかった。放火犯人の投げた火炎瓶瓶の炎は1分後には3メートルほどの高さとなり、さらに階段下側から2階に向け炎が吹き上げる状態となり、床や天井の燃焼による煙と相まって数秒後には3階に達していたとみられる。死亡した客らは熟睡しており、個室に施錠していなかった客については従業員が中に入り客を起こし、引きずるようにして室外に連れ出し、店外に避難させた。
同店はテレホンクラブではあったが、実際には深夜には電車に乗り遅れた客らが簡易ホテルとして利用していた。神戸駅前店は1階の営業であり、床面積は155㎡であった。このため火の回りが遅くかつ、店舗面積が広かったことが幸いし消火できた。これに対し元町店は2階と3階での営業で、それぞれの床面積は50㎡であり、火の回りや煙の充満は早く、かつ階段部分で火災が発生したため階段が煙突の役割を果たし火の回りや煙の充満の速度は速く、従業員らが迫りくる炎と煙で階上に追い込まれたため消火はできなかった。

## 加害者
元町店の存在したビルにかつて同様のテレホンクラブを出店していたライバル店の経営者Aは、ビル側とのトラブルにより撤退を余儀なくされた。ところが撤退後に開店した同業他社が盛況ぶりを見せたことから、不満を抱いたAは、広島の麻薬密売グループ会長のBに対し1000万円の謝礼金を持って妨害工作を画策、Bは実行犯であるC・D・Eに対し放火を指示した。
犯行の際に、元町店の従業員が投げ返した火炎瓶でCが大火傷を負っており、熱傷の名医として知られている広島県広島市の長崎病院に入院したことが手がかりとなり、後に実行犯C・Dは逮捕された。指名手配を受けたEは、8年間逃亡していたが、2008年（平成20年）7月28日未明に、愛媛県新居浜市で逮捕された。

## 裁判
- 2003年11月27日、神戸地裁はC（死刑求刑）・D（無期懲役求刑）に無期懲役判決。CとDは控訴した。Cについては検察官も判決を不服として控訴。
- 2005年7月4日、大阪高裁がCとDの控訴、Cに対する検察官の控訴をいずれも棄却。CとDは上告。検察官は上告せず。
- 2006年11月16日、最高裁はCとDの上告を棄却、無期懲役が確定した。
- 2007年11月28日、首謀者A（死刑求刑）に無期懲役判決[3]。Aも検察官も判決を不服として控訴。
- 2008年12月8日、指揮役B（死刑求刑）に無期懲役判決[4]。Bも検察官も判決を不服として控訴。
- 2009年3月3日、Aの控訴、Aに対する検察官の控訴をいずれも棄却[5]。Aは上告した。検察官は上告せず。
- 2009年12月16日、運転手役のE（無期懲役求刑）に懲役20年の判決。[6]。Eも検察も判決を不服として控訴。
- 2010年8月4日、Eの控訴、Eに対する検察官の控訴をいずれもを棄却。その後Eも検察官も上告せず、懲役20年が確定した[7]。
- 2010年8月25日、Aの上告を棄却、無期懲役が確定した[8]。
- 2011年5月24日、一部の限度で検察官の控訴を認容し（死刑を求める検察側の主張は退け）、一審判決を破棄した上で改めてBに無期懲役判決。[9]。Bは上告した。検察側は上告せず。
- 2013年7月8日、Bの上告を棄却、無期懲役が確定した[10]。
- この他、AとBを仲介した人物に懲役6年の判決が下されている。
- 客が死亡することを予見していたとして、いずれの被告人にも未必の故意が認定されたが、積極的殺意はなかったとして、A・B・C・Dには無期懲役、Eには関与の度合いの低さや反省なども考慮されて懲役20年の判決が言い渡された。

## 被害者
24時間営業のテレホンクラブは、深夜帯の利用料金がビジネスホテルに比べ格安な料金だったため、終電を乗り過ごした人が始発まで過ごすための仮眠施設として利用される場合も多かった。放火による被害者はこうした仮眠客であったが、事件が発生した場所が場所だけに、言われなき中傷を受けることとなった。2008年に発生した大阪個室ビデオ店放火事件も、これに似たような事例といえる。

## 民事訴訟
この事件で、被害者に対し慰謝料を支払ったリンリンハウスの運営会社の新宿ソフトが、この事件の主犯格でライバル店の経営者ら3人に対し「放火による死傷者が出なければ、慰謝料を支払う必要が無かった」などとして、神戸地方裁判所に慰謝料の一部の支払いを求め、2007年に損害賠償を提訴した。この訴訟で、神戸地裁は2010年2月4日に原告の新宿ソフトの訴えを認め、ライバル店経営者らに約1億6,100万円の支払いを命じた。二審の大阪高裁は弁護士費用の請求は認めず、一審から500万円を減額した1億5,600万円の支払いを被告に命じた。

## 参考
1. 1 2 3  “神戸地方裁判所 平成１３年（ワ）１０５１号 判決 2003年5月20日”.   大判例. 2024年9月20日閲覧。
2. ↑  8年以上逃走…神戸テレクラ放火運転手役逮捕　スポニチアネックス　2008年7月28日
3. ↑  犯行依頼の女に無期懲役 神戸テレクラ放火で判決　47NEWS 2007年11月28日
4. ↑  〈テレクラ放火〉被告に無期判決 銃撃は無罪 神戸地裁 毎日新聞 2008年12月9日
5. ↑  神戸のテレクラ放火、2審も無期 元経営者の女、大阪高裁 47NEWS 2009年3月3日
6. ↑  テレクラ放火で懲役20年「凶悪な犯行」
7. ↑  運転手役に二審も懲役20年 テレクラ「リンリンハウス」放火殺人
8. ↑  神戸テレクラ放火で無期確定へ 最高裁、元経営者の女 47NEWS 2010年8月27日
9. ↑  4人死亡テレクラ放火で無期懲役 指示役の男、控訴審も 47NEWS 2011年5月24日
10. ↑  神戸テレクラ放火殺人、犯行指示役の無期懲役確定へ 日本経済新聞 2013年7月10日
11. ↑  テレクラ放火で2被告に賠償命令　1億6千万円 47NEWS 2010年2月4日
12. ↑  テレクラ放火、2審も1億超賠償　大阪高裁、2被告に　47NEWS　2010年11月26日